# Ogopogo
Ogopogo er navnet på søuhyre der siges at holde til i søen Okanagan Lake i Britisk Columbia, Canada. Ogopogo er en kryptid så derfor findes der ingen beviser for at dette væsen findes i virkeligheden.